# Hibai Arbide Aza
Hibai Arbide Aza   (Barakaldo, 17 de setembre de 1979) és un activista, advocat i periodista basc.
Va estudiar Dret i va exercir d'advocat a Barcelona durant nou anys. D'ençà del 2014, però, resideix i fa de corresponsal de televisió a Grècia, concretament per a la cadena veneçolana TeleSur. A més, ha publicat en premsa escrita en diversos mitjans espanyols i internacionals. El 2015, es va unir a Muzungu Producciones, una cooperativa de realitzadors i periodistes dedicats al periodisme social.
Al llarg de la seva trajectòria, s'ha implicat especialment en qüestions relacionades amb les fronteres i la llibertat de moviment; ha cobert, primer com a activista, després com a advocat i ara com a periodista, l'anomenada crisi migratòria a Europa, que ha afectat tant Grècia mateix com els Balcans, l'Orient Mitjà i Alemanya. En els seus treballs tracta sovint altres qüestions socials, els drets civils i les preocupacions del col·lectiu LGBTI.
Avui, a Atenes, mira d'escriure un llibre, fa de discjòquei com a passatemps i fa bicicleta.